# 1968年夏季残疾人奥林匹克运动会西德代表团
1968年夏季残疾人奥林匹克运动会西德代表团是西德派出的1968年夏季残疾人奥林匹克运动会代表团。获得12枚金牌、12枚银牌和11枚铜牌。